# Fibré tangent unitaire
En géométrie différentielle, le fibré tangent unitaire d'une variété riemannienne est l'ensemble des vecteurs de norme 1 de son fibré tangent, muni de la topologie induite.
Le fibré tangent unitaire est important car c'est sur lui qu'agit le flot géodésique.